# 신종군 이효백 묘역
신종군 이효백 묘역(神宗君 李孝伯 墓域)은 대한민국 경기도 성남시 분당구 석운동에 있다. 2008년 9월 17일 성남시의 향토문화재 제8호로 지정되었다.

## 개요
신종군(新宗君) 이효백(1433~1487)의 묘역은 조선 전기 묘역이다.  묘주인 이효백의 본관은 전주(全州), 자는 희삼(希參)으로, 조선의 제2대 국왕인 정종(定宗)의 제10왕자인 덕천군(德泉君) 이후생(李厚生)의 장남이다. 그는 궁술(弓術)이 비상하여 ‘태조의 신궁’이라고 불렸다.  묘역에서 출토된 묘지석(墓誌石)은 1487(성종 18)년에 청화백자에 음각한 것으로 현재 경기도박물관에서 소장하고 있다.